# Дихлороиодат(I) цезия
Дихлороиодат(I) цезия — неорганическое соединение,
полигалогенид цезия с формулой CsICl2,
оранжевые кристаллы,
растворяется в воде.

## Получение
- Пропускание хлора через суспензию иода в горячем растворе хлорида цезия

{\displaystyle {\mathsf {2CsCl+I_{2}+Cl_{2}\ {\xrightarrow {}}\ 2CsICl_{2}}}}

## Физические свойства
Дихлороиодат(I) цезия образует оранжевые кристаллы.
Слабо растворяется в холодной воде, лучше в горячей.

## Химические свойства
- Разлагается при нагревании:

{\displaystyle {\mathsf {CsICl_{2}\ {\xrightarrow {290^{o}C}}\ CsCl+ICl}}}
{\displaystyle {\mathsf {2ICl\rightleftarrows I_{2}+Cl_{2}}}}